# District de Huashan
Le district de Huashan (花山区 ; pinyin : Huāshān Qū) est une subdivision administrative de la province de l'Anhui en Chine. Il est placé sous la juridiction de la ville-préfecture de Ma'anshan.